# Victor de Buck
Victor  Maria Charles Joseph de Buck (Brugge, 14 augustus 1855 - Sint-Niklaas, 24 augustus 1916) was een Belgisch kunstschilder die het leven op het platteland tot onderwerp had. Hij ontdekte op doorreis van Antwerpen naar Eindhoven het toen nog schilderachtige plaatsje Bladel en hij raadde zijn vriend Joseph Gindra aan om daar en in de omgeving van de Brabantse Kempen te gaan schilderen. 
Met fijnzinnig penseel schilderde Victor de Buck o.a. Kempische landschappen, dorpsgezichten en kerken. Tijdens zijn Brabantse periode maakte hij ook kennis met tijdgenoot Vincent van Gogh, die toen in Nuenen verbleef.
Later ging De Buck terug om een aantal plattelandstaferelen te fotograferen. Hierop vestigde Gindra zich met zijn gezin in 1887 te Bladel, in het Gindrahuis.
Een fotocollectie van Gindra en De Buck berust in het Regionaal Historisch Centrum Eindhoven. Ook het Eindhovense Museum Kempenland bezit werk van hem.